# The 3DO Company
The 3DO Company (zwykle skracane jako 3DO) – amerykański producent gier komputerowych, utworzony w 1991 r., zajmujący się produkcją konsol oraz gier komputerowych.
The 3DO Company znane jest przede wszystkim z wydania gier Army Men. Przejęty przez nich w roku 1996 New World Computing był odpowiedzialny za serie Might and Magic i Heroes of Might and Magic. W maju 2003 spółka ogłosiła upadłość, a jej własność intelektualna została przejęta przez konkurencję – Microsoft, Namco, Ubisoft oraz kilku mniejszych producentów.

## Historia
Założycielem studia był Trip Hawkins, jeden z wcześniejszych współzałożycieli Electronic Arts. Postanowił on wejść na rynek sprzętu komputerowego po tym, jak zaczęło się coraz większe zainteresowanie jego osobą po jego dokonaniach, zwłaszcza we wspomnianym Electronic Arts.

### Konsole
Pierwszym celem firmy było stworzenie konsoli gier wideo kolejnej generacji z obsługą CD, które byłyby produkowane przez partnerów firmy na różnych licencjach. 3DO zarabiałoby na opłacie licencyjnej od każdej sprzedanej konsoli i każdej wyprodukowanej gry. 3DO oferowało lepsze warunki i niższe opłaty licencyjne ($3 od każdej wyprodukowanej gry) dla producentów gier niż konkurencja – Nintendo i Sega. Wydanie platformy odbyło się w październiku 1993.
Nowa konsola kosztowała 699 dolarów, co stanowiło w 2022 r. równowartość 1400 dolarów, i w porównaniu z konkurencyjnymi konsolami była to duża cena. Ponadto gry na konsolę 3DO były uznawane za kiepskie. Przełożyło się to na sytuację rynkową spółki. Akcje 3DO Company spadły z ponad 37 dolarów za akcję w listopadzie 1993 roku do 23 dolarów za akcję pod koniec grudnia. Kiedy na rynku pojawiło się Sony PlayStation ze sprzętową obsługą grafiki 3D oraz świetnymi grami, dla produktu 3DO nie było już żadnego ratunku. W styczniu 1996 roku 3DO Company sprzedała wyłączne prawa do swojej konsoli nowej generacji, M2, firmie Matsushita za 100 milionów dolarów. Po części dzięki przychodom ze sprzedaży technologii M2 firmie Matsushita i innym licencjobiorcom, w pierwszym kwartale 1996 roku 3DO Company osiągnęła zysk po raz pierwszy od momentu założenia, z dochodem netto w wysokości miliona dolarów.